# Giulietta e Romeo (Zingarelli)
Pour les articles homonymes, voir Roméo et Juliette (homonymie).
Giulietta e Romeo  est un opera seria en trois actes, dramma per musica composé par Niccolò Antonio Zingarelli sur un livret en italien de Giuseppe Maria Foppa. Ce dernier s'inspire de la nouvelle de Luigi Da Porto (1524), intitulée Historia novellamente ritrovata dei due nobili amanti, con la loro pietosa morte intervenuta già nella Città di Verona nel tempo del Signor Barolomeo della Scala, plutôt que de la tragédie, Roméo et Juliette de William Shakespeare (1597). L'opéra a été créé à La Scala de Milan le 30 janvier 1796.

## Historique
Giulietta e Romeo a été composé très rapidement par Zingarelli, et Napoléon Bonaparte le considéra comme l'un de ses opéras préférés, tant il aimait la virtuosité de ce bel canto qui annonçait Rossini et Bellini.
Ce sont deux interprètes, la contralto Giuseppina Grassini et le castrat Girolamo Crescentini, qui furent Giulietta et Romeo pour le plus grand bonheur de l'empereur mélomane qui les chérissait et les invita souvent à Chapelle Impériale aux Tuileries, tout particulièrement pour cette œuvre, entre 1806 et 1815. « Ils excitent en moi l'héroïsme » disait Napoléon. Le castrat Girolamo Crescentini « fit beaucoup pour la renommée de Giulietta e Romeo, et la postérité de Zingarelli. Le castrat supervisa l’écriture de l’œuvre, s’assurant que le rôle de Romeo correspondait parfaitement à ses capacités vocales ».
L'œuvre de Nicola Antonio Zingarelli, qui fut le professeur de Vincenzo Bellini et Saverio Mercadante à Naples, est restée l'une des pièces maitresses du  répertoire italien napolitain jusqu'au XIXe siècle. Ce style qui privilégiait les effets virtuoses de la voix, d'où son appellation de bel canto, trouve avec Zingarelli et ce Giulietta e Romeo, « par l'importance des chœurs et des morceaux de bravoure vocaux, se situe à la jonction de la tragédie lyrique et de l'opéra napolitain ». L'opéra connut un très grand succès à tel point que le rôle de Roméo, chanté alors par des sopranos, fut l'un des principaux de Maria Malibran, mais il tomba dans l'oubli au milieu du XIXe siècle. Il fut redécouvert par le festival de Salzbourg de Pentecôte en 2016 qui en donna une version concertante le 14 mai avec Franco Fagioli dans le rôle de Roméo et Ann Hallenberg dans celui de Giulietta. La Fondation du Teatro La Fenice, en collaboration avec le Conservatoire Benedetto Marcello de Venise, en donne une version abrégée en un réalisée par Carlo Emilio Tortarolo, pour trois séances qui s'adressent à un public jeune, en avril 2017, au théâtre Malibran.
En avril 2021, c'est au tour de l'Opéra Royal de Versailles, de redonner vie à l'oeuvre, dans une version-concert très simplifiée qui retient surtout les grands airs virtuoses de Roméo et de Giulietta, pour commémorer le bicentenaire de la mort de Napoléon Ier. La représentation du 4 avril où s'illustrent Franco Fagioli à nouveau (Roméo) aux côtés d'Adèle Charvet (Giuletta) et Philippe Talbot (Everardo), est filmée et enregistrée et donne lieu à la sortie d'un CD/DVD du label Château de Versailles. En octobre 2023, pour trois séances, l'Opéra Royal de Versailles, propose à nouveau l'œuvre de Zingarelli, mais cette fois avec une mise en scène de Gilles Rico.

## Rôles, tessiture et interprète de la première
| Rôle                                               | Tessiture               | Distribution de la Première 30 janvier 1796 Directeur musical : Luigi De Baillou |
| -------------------------------------------------- | ----------------------- | -------------------------------------------------------------------------------- |
| Everardo Capellio                                  | ténor                   | Adamo Bianchi                                                                    |
| Giulietta, sa fille                                | mezzo-soprano/contralto | Giuseppina Grassini                                                              |
| Romeo Montecchio                                   | castrat soprano         | Girolamo Crescentini                                                             |
| Teobaldo, du camp des Capellii, fiancé à Giulietta | Ténor                   | Gaetano De Paoli                                                                 |
| Gilberto, ami des deux familles                    | Castrat soprano         | Angelo Monanni "Manzoletti"                                                      |
| Matilde, confidente de Giulietta                   | Soprano                 | Carolina Dinand                                                                  |
| Choeurs membres des deux familles rivales          |                         |                                                                                  |

## Argument

### Acte 1
La scène se passe à Vérone et l'action commence par une fête donnée pour la préparation du mariage entre Giulietta et Teobaldo. L'opéra s'ouvre sur un air de Roméo, séduit par l'atmosphère qui ressent déjà les affres de l'amour (cavatine de Roméo : « Che vago sembiante! Che luci vezzose! Qual provo all'istante soave stupor! Un tenero moto mi nasce nel petto; un dolce diletto mi sento nel cor. ». Déguisés, Roméo et ses amis du clan des Montecchi (Montaigus), se glissent dans la fête. Roméo et Giulietta se croisent, elle ignore qui il est et ils tombent tous les deux amoureux l'un de l'autre. De multiples provocations conduisent les deux clans à l'affrontement mais Roméo décide de rester quand même au bal, ne pouvant se détacher de Giulietta. Everardo, père de la promise et organisateur de la fête, arrive avec Teobaldo, le fiancée. L'un et l'autre constatent le peu d'entrain de Giulietta à l'égard de son fiancé (« Smarrita... sconsigliata... a voi spiegar vorrei... ma il cor... gli affetti miei... ah che non so parlar. »).
Everardo et Teobaldo se montrent inquiets de l'attitude de Giulietta (« Per qual cagion, signore, la figlia tua, la sposa mia sul punto di fé giurarmi si confonde, e parte? E mi lascia così? ») et en font part à Gilberto.
Cette dernière avoue à Matilde, sa femme de chambre et confidente, qu'elle est amoureuse d'un ennemi de son clan (« Ed è vero, o vaneggio? Io del mio core perdei la pace, un mio nemico adoro? Vieni, mia fida, ah vieni; sfogo esige il mio cor. ».
Gilberto permet alors à Giulietta et Romeo de se rencontrer à nouveau avec l'aide de Matilde (Air de Roméo : « Alma dell'alma mia; mio solo nume amato; a te mi unisce il fato, né so che più bramar. Oh quanti affetti, oh quanti mi fanno giubilar! Gioia, delizia, calma... ah che non sa quest'alma i moti suoi spiegar! »)
Giulietta se confie à nouveau à Mathilde mais son père arrive, demande à être seul avec la jeune fille et l'interroge sur ses hésitations l'exhortant à choisir le mariage promis.
Resté seul, Everardo proclame qu'il n'a plus de doute, un de ses ennemis s'est emparé du coeur de sa fille.
Teobaldo soupçonne Romeo d'être celui qui trouble le coeur de sa fiancée et veut le provoquer (« Le stigie furie, le fiere eumenide », air de Teobaldo). Mais leur confrontation tourne court car Roméo ne veut pas se battre. Ce comportement met en fureur Teobaldo qui le provoque en duel. Roméo se bat et le blesse mortellement (« Coro : Oh dio! Qual tristo evento! Vendetta... Teobaldo : Oh ciel... io moro. Coro : Ai fulmini, al cimento all'armi, ed al furor. »).

### Acte 2
Sur les hauteurs de la ville, Everardo et Gilberto se rencontrent et ce dernier défend Roméo, qui a dû faire face à la fureur agressive de Teobaldo et n'a fait que se défendre. Mais Everardo considère que son excès de bonté l'aveugle. Gilberto proclame son aspiration à la paix et au bonheur de tous (« Sparga le gioie alfine, scenda la dolce calma: » air de Gilberto). Puis ce sont Everardo et Roméo qui se rencontrent lors d'un duo brillant (« Giusto ciel, del mio tormento ») au cours duquel Everardo comprend le lien qui unit Roméo à sa fille et crie vengeance. Roméo est menacé et Gilberto lui promet de veiller sur Giulietta puis l'aide à s'enfuir avec la complicité de Matilde (« Oh come per l'amica mi trema il cor nel seno! Ah succeda all'orror il bel sereno. »). Roméo adresse une prière au ciel (« Ciel pietoso, ciel clemente che sommesso il cor t'adora, da te chiede, da te implora qualche raggio di pietà. »). Les deux amants se rencontrent en secret et échangent leurs sentiments mêlés d'inquiétude (« Qual improvviso tremito! Sposo... mio ben... deh reggimi... », air de Giulietta).
Gilberto donne une potion à Giulietta qui lui permettra de feindre la mort. Everardo la menace de l'enfermer dans son château, elle avale le filtre et s'évanouit, paraissant morte. Everardo est désespéré (« Misero che farò? Più figlia, o dio, non ho. Figlia... ben mio... rispondi... Che affanno! che terror! »)

### Acte 3
Une marche funèbre commence l'acte qui se déroule dans le caveau des Capellii où Giulietta doit être inhumée. Roméo arrive, se désespère et demande à rester seul avec sa bien-aimée inanimée qu'il croit morte (« O mia Giulietta! O sposa! Mai più ti rivedrò? Pensier funesto! O Giulietta infelice! Ma di te mille volte più misero Romeo! »). Il boit à son tour une fiole de poison, pour accompagner son amour dans la mort (« Ombra adorata aspetta teco sarò indiviso, nel fortunato eliso avrà contento il cor. »). Mais Giulietta s'éveille, le découvre et lui explique la supercherie. Roméo se meurt dans ses bras (« Ahimè gia vengo meno »). Désespérée, Giulietta se tue à son tour.

## Airs principaux
- Acte I scène 1 « Vieni o gentil donzella » (chœur des Cappelii) – « Che vago sembiante » (Roméo) – « Quale oggetto eterni dei » (Giuletta)
- Acte I scène 1 « Smarrita sconsigliata » (Giuletta)
- Acte I scène 7 « Deh per pieta » (Giuletta)
- Acte I scène 9 « Adora i cenni tuoi » (Giuletta)
- Acte I scène 10 « La dai regni dell ombre » (Everardo)
- Acte I scène 11 « Le stigie furie » (Teobaldo)
- Acte I scène 12 « Modera l’ire tue » (Romeo)
- Acte I scène 14 & 15 « Io vile indegno – Fermate : cessate »
- Acte II scène 2 « Giusto ciel » ( Romeo et Everardo)
- Acte II scène 6 « Qual sarà il mio contento » (Roméo)
- Acte II scène 7 « Qual improvviso tremito » ()
- Acte III scène 1 « Ecco il luogo : ecco l’urna » (Roméo)
- Acte III scène 1 « Idolo del mio cor » (Roméo)
- Acte III scène 1 « Odiosa mi si rende » (Roméo)
- Acte III scène 3 « Giovane afflitta » (Matilde, les chœurs)

## Discographie
- 2021 : Extraits de l'opéra, avec Franco Fagioli (Roméo), Adele Charvet (Giuletta), Philippe Talbot (Teobaldo et Everardo), l'Orchestre de l’Opera Royal sous la direction de Stefan Plewniak - CD et DVD, édition du Château de Versailles[9].